# Euxestus minor
Euxestus minor is een keversoort uit de familie dwerghoutkevers (Cerylonidae). De wetenschappelijke naam van de soort werd in 1885 gepubliceerd door David Sharp.